# Reed Timmer (Basketballspieler)
Reed Donald Timmer (* 22. August 1995) ist ein US-amerikanischer Basketballspieler.

## Laufbahn
Der aus der Stadt New Berlin (US-Bundesstaat Wisconsin) stammende Timmer spielte in seinem Heimatort an der Eisenhower High School und ab 2014 dann im Bundesstaat Iowa an der Drake University (erste NCAA-Division). Er war vier Jahre lang Stammspieler für die „Bulldoggen“ genannte Mannschaft und stand bis zum Ende der Saison 2017/18 in 127 Spielen auf dem Feld. 125 Mal gehörte er dabei zur „ersten Fünf“. Timmer verbuchte während seiner Uni-Zeit 15,7 Punkte pro Partie und erzielte ebenfalls im Durchschnitt 3,1 Rebounds sowie 2,3 Korbvorlagen je Begegnung. Er traf zwischen 2014 und 2018 insgesamt 214 seiner 551 Dreipunktwürfe, was einer Erfolgsquote von 38,8 Prozent entspricht. Im Februar 2018 wurde Timmer, der Pharmazie studierte, bester Korbschütze in der Geschichte der Drake University und zog damit in der Bestenliste der Hochschulmannschaft an Joshua Young vorbei. Timmer erzielte zwischen 2014 und 2018 exakt 2000 Punkte für Drake.
Im Juli 2018 unterschrieb er beim deutschen Zweitligisten Tigers Tübingen seinen ersten Vertrag als Berufsbasketballspieler. Mit 18,5 Punkten je Begegnung war Timmer in seinem ersten Profijahr bester Werfer seiner Mannschaft. In der Sommerpause 2019 wurde er vom spanischen Zweitligisten Delteco Gipuzkoa Basket unter Vertrag genommen und wechselte zur Folgesaison zum Ligakonkurrenten CB Ciudad de Valladolid.